# Lävynsaari
Lävynsaari är en ö i Finland. Den ligger i sjön Viinijärvi och i kommunen Libelits i den ekonomiska regionen  Joensuu ekonomiska region  och landskapet Norra Karelen, i den sydöstra delen av landet, 400 km nordost om huvudstaden Helsingfors. Öns area är 12,2 hektar och dess största längd är 0,6 kilometer i nord-sydlig riktning.